# لجنة نوبل للكيمياء

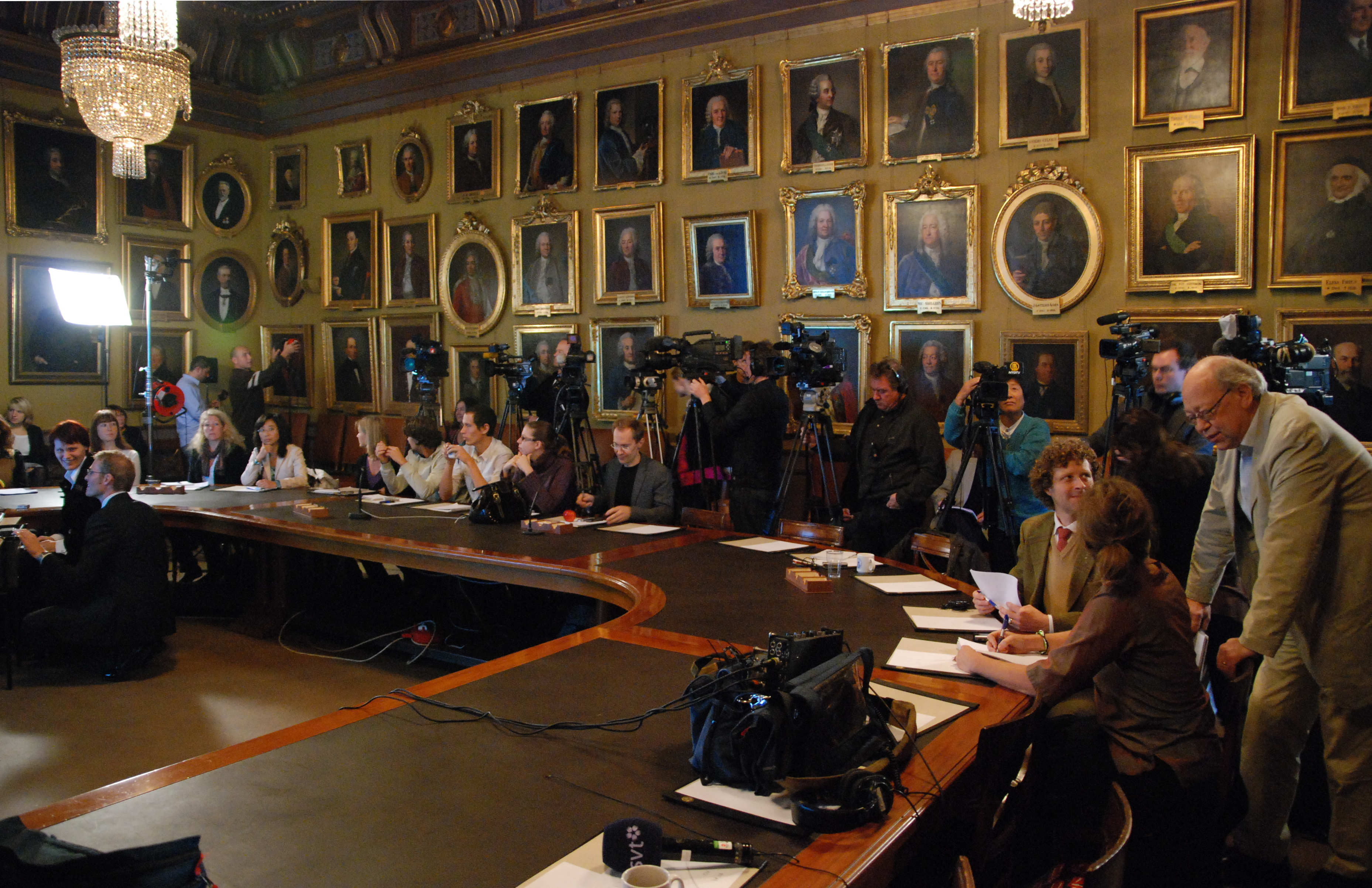
الإعلان عن جائزة نوبل في الكيمياء لعام 2008.

لجنة نوبل للكيمياء هي لجنة نوبل المسؤولة عن اقتراح الحائزين على جائزة نوبل في الكيمياء .  تُعين الأكاديمية الملكية السويدية للعلوم لجنة جائزة نوبل للكيمياء التي عادةً ما تتكون من أساتذة الكيمياء السويديين الذين هم أعضاء في الأكاديمية، على الرغم من إمكانيتها تعيين أي شخص في اللجنة من حيث المبدأ. تُعرَّف اللجنة بأنها هيئة عاملة لا سلطةَ لها في اتخاذ قرار منح الجائزة، إذ يعود القرار النهائي بمنح جائزة نوبل في الكيمياء للأكاديمية الملكية السويدية للعلوم كاملةً، بعد إجراء مناقشة أولى في قسم الكيمياء فيها. 

## الأعضاء الحاليون
الأعضاء الحاليون للجنة هم: 
- يوهان أكفيست ، رئيس مجلس الإدارة
- بيتر بريجنسكي ، أيضًا السكرتير
- كلايس جوستافسون
- هاينر لينكي
- أولوف رامستروم
- بيتر سومفاي
- بيرنيلا ويتونج ستافشيدي (عضو مختار)
- شياو دونغ زو

## أمانة السر
يشارك أمين السر في اجتماعات اللجنة لكن لا يجوز له التصويت إلا في حال كونه عضوًا في اللجنة أيضًا. وقد كانت أمانة السر مشتركة بين الفيزياء والكيمياء حتى عام 1973.
- أرن ويستجرين (1926–1943)
- أرن أولاندر (1943–1965)
- أرن ماجنيلي (1966–1986)
- بيدير كيركيجارد (1987-1995)
- أستريد جراسلوند (1996–، عضو أيضًا منذ عام 2010–)
- غونار فون هايني (2015–2020، عضو أيضًا 2001–2009 (رئيس 2007–2009))
- بيتر برزيزينسكي (2021-)

## الأعضاء السابقون
- أوسكار ويدمان ، 1900–1928
- لكل تيودور كليف ، 1900-1905
- أوتو بيترسون ، 1900–1912
- يوهان بيتر كلاسون ، 1900-1925
- هنريك جوستاف سودرباوم ، 1900-1933
- أولوف هامارستين ، 1905-1926
- آكي غيرهارد إكستراند ، 1913-1924
- سفيدبيرج ، 1925–1964
- فيلهلم بالمير ، 1926-1942
- لودفيج رامبيرج ، 1927-1940
- هانز فون أويلر تشيلبين ، 1929-1946
- برور هولمبيرج ، 1934–1953
- آرني ويستغرين ، 1942-1964 (الرئيس 1944-1964)
- أرن فريدجا ، 1944-1975 (رئيس 1972-1975)
- آرني تيسيليوس ، 1947-1971 (الرئيس 1965-1971)
- كارل ميرباك ، 1954–1975
- غونار هاغ ، 1965–1976 (الرئيس 1976)
- أرن أولاندر ، 1965–1974
- إينار ستينهاجن ، 1972-1973
- بو جي مالمستروم ، 1973-1988 (الرئيس 1977-1988)
- غوران بيرجسون ، 1974–1984
- بورج باك ، 1974–؟
- ستيج كلايسون ، 1975–1983
- بينجت ليندبرج ، 1976–؟
- لارس إرنستر ، 1977–1988
- ستور فورسن ، 1983-1995
- إنجفار ليندكفيست ، 1986–؟ (زميل عام 1985)
- بيورن روس ، 1988-2000 (زميل 1986-1987)
- سالو جرونويتز ، 1988-1996 (شريك 1986-1987، رئيس 1991-1996)
- برتيل أندرسون ، 1989-1997
- كارل إيفار براندين ، 1990-2000
- لينارت إيبيرسون ، 1995–؟ (مشارك -1994، رئيس 1997-)
- إنجمار جرينث ، 1999–؟ (زميل -1995)
- تورفارد سي. لوران ، 1996-1998 (زميل 1992-1995)
- بينجت نوردين ، 1995-2004 (الرئيس 2000-2003)
- غونار فون هايني, 2001-2009 (الرئيس 2007-2009)
- هاكان فينيرستروم ، 2001-2009